# José Rozo Contreras

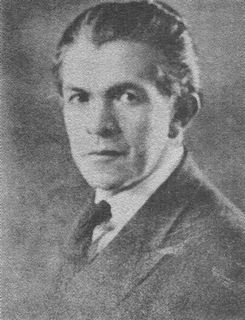
José Rozo Contreras

José Rozo Contreras (Bochalema (Norte de Santander), 7 januari 1894 – Bogota, 12 oktober 1976) was een Colombiaans componist, dirigent, fluitist, klarinettist en saxofonist.

## Levensloop
Rozo Contreras kreeg eerste lessen bij de Rooms-katholieke bisschop en musicus Francisco de Paula Rivera en werd op 17-jarige leeftijd al dirigent van het orkest van Bochalema. In 1913 ging hij in militaire dienst, waar hij als fluitist, klarinettist en saxofonist in de Banda del Regimiento Santander número 5 te Pamplona eveneens in het departement Norte de Santander toen eerst onder leiding van Celestino Villamizar González zijn dienst verleende. Na korte tijd was Rozo Contreras al 1e violist in het kleine kamerorkest van de Banda. In de buurstad Bucaramanga werd hij dirigent van het kleine orkest en later ook kapelmeester van de Banda del Regimiento Santander número 5.
Al in deze tijd schreef hij kleine stukjes en het eerste lied “Victoria” op een tekst van Pedro Alejandro Gómez Naranjo werd uitgevoerd door de sopraan Carmen García Cornejo in 1913. Deze zangeres adviseerde Rozo Contreras compositie in de Verenigde Staten en Europa te studeren. Om het financieel te steunen werd er een concert georganiseerd, waarin - naast andere werken - ook de paso-doble Arlequines de Seda y Oro en de wals Matinal door de banda geïnterpreteerd werden. Maar eerst in mei 1924 kon hij via Maracaibo en Curaçao naar Europa en kwam zo eerst naar Saint-Nazaire en reisde aansluitend verder naar Parijs. Aldaar was hij te gast in de Opéra Garnier bij een uitvoering van de opera Hérodiade van Jules Massenet. Zo mooi het in Parijs ook was, hij reisde verder over Turijn naar Rome en daar studeerde hij aan de Accademia Nazionale di Santa Cecilia. Zijn leraren aldaar waren Oscar Zuccarini (compositie), Bernardino Molinari (orkestdirectie). Naast het overbekende conservatorium in Rome was toen het door Pietro Mascagni in het leven geroepen muziekinstituut. Een docent daar was Luigi Cirenei, directeur van de Banda musicale dell'Arma dei Carabinieri met wie hij straks goed bekend werd. Harmonie en contrapunt studeerde hij bij Cesare Duvice aan de Accademia Nazionale di Santa Cecilia. Bij Alexandro Vasella, directeur van de Banda Comunale di Roma, studeerde hij instrumentatie en HaFa-directie. Uit deze periode komt ook het eerste deel uit zijn suite Tierra Colombiana, die erg belangrijk was. Tijdens een recital op 8 juni 1928 in de Colombiaanse Ambassade in Rome werden door Gualda Caputo (sopraan), Elena Ovid (contralto), Otto de Donato (tenor) en Lorenzo Pasquerelli (bas) met professor Armando Boreggi aan de piano de romances Ave María, A ti en Madre van Rozo Contreras uitgevoerd.
In juli 1929 vertrok hij naar Wenen en studeerde compositie bij Eugen Zádor en orkestdirectie bij Rudolf Nilius aan het "Neues Wiener Konservatorium" aldaar. Op 14 december 1930 werd door de Wiener Philharmoniker onder leiding van Anton Konrath de suite Tierra Colombiana uitgevoerd. Een groot succes en een grote eer voor de componist.
Op 6 augustus 1931 was hij weer in Colombia terug. Eerst werd hij directeur van de Banda Departamental de Norte de Santander. In 1933 werd hij directeur van de Banda Nacional in Bogota en bleef in deze functie tot zijn overlijden. Eveneens was hij professor aan het Conservatorio Nacional de Música in Bogota.
Hij heeft ook de bewerking van het Colombiaanse volkslied (Himno Nacional de la República de Colombia) van Oreste Sindici (1837-1904) - tekst: Rafael Núñez voor harmonieorkest geschreven. In 1960 publiceerde hij zijn autobiografie met de titel: Memorias de un Músico de Bochalema.

## Composities

### Werken voor orkest
- 1928 Alicia, tango-serenata voor orkest
- 1930 Tierra Colombiana, suite voor orkest
- 1940 Burlesca, scherzo sinfónico voor orkest

### Werken voor harmonieorkest
- 1922 Mariluz, danza
- 1922 Marina, wals
- 1922 Victoria, danza-canción voor zangstem en harmonieorkest
- 1930 Tierra colombiana, suite
- Arlequines de Seda y Oro, paso doble
- Caracola, voor zangstem en harmonieorkest
- Himno antioqueño, voor samenzang en harmonieorkest
- Himno del colegiofemenino La Picota, voor harmonieorkest
- Himno del ejército de Colombia, voor harmonieorkest
- Himno del Norte de Santander, voor samenzang en harmonieorkest - tekst: Teodoro Gutiérrez Calderón
- Himno Eucarístico, voor harmonieorkest
- Himno Nacional de Colombia
- Mis 75, pasillo

### Werken voor koren
- 1927 Ave María, voor gemengd koor
- Himno Nacional de Colombia, voor gemengd koor of voor mannenkoor

### Vocale muziek
- 1913 Victoria, voor zangstem en orkest - tekst: Pedro Gómez Naranjo
- 1927 Ave María, romance voor sopraan, contralto, tenor, bas en piano
- 1928 A ti, romance voor sopraan, contralto, tenor, bas en piano - tekst: Silverio Palmieri
- 1928 Madre, romance voor sopraan, contralto, tenor, bas en piano - tekst: Juan Lozano y Lozano
- 1932 En el Brocal, romanca voor zangstem en piano - tekst: Ismael Enrique Arciniegas
- 1949 Día de diciembre, voor zangstem en piano - tekst: Carlos Villafañe
- 1958 Caracola, voor zangstem en piano - tekst: Carlos López Narváez
- 1958 Exaltacion, romance voor zangstem en piano - tekst: Andrés Pardo Tovar

## Publicaties
- Las Memorias de un Músico de Bochalema, autobiografie, Cúcuta: Biblioteca de Autores Nortesantandereanos. Imprenta Departamental., 1960. 192 p.
- La Banda, su desarrollo y su importancia para el arte y la cultura musical, Boletín Latinoamericano de Música, año IV, 1938.